# Mats Odell
Mats Christer Johannes Odell, tidigare Carlsson, född 30 april 1947 i Värnamo församling, Jönköpings län, är en svensk politiker (kristdemokrat). Under mandatperioden 1991–1994 var han kommunikationsminister och 2006–2010 var han kommun- och finansmarknadsminister. I oktober 2011 accepterade Mats Odell de nomineringar han har fått till posten som partiledare för kristdemokraterna och utmanade därmed Göran Hägglund om partiledarskapet. I och med riksdagsvalet 2014, då han inte kandiderade, lämnade Odell riksdagen.
Odell var kristdemokraternas gruppledare i riksdagen från 2010 till 2012 samt andre vice partiordförande från 2004 till 2012.

## Familj
Mats Odell föddes i Värnamo men flyttade vid åtta års ålder till Stockholm, där han senare läste ekonomi vid Stockholms universitet. Han är gift sedan 1970 och har fyra barn.
Mats Odell är son till pingstpastorn och chefen för IBRA Radio Hans Carlsson, som var en av pingstledaren och kristdemokraternas initiativtagare Lewi Pethrus förtrogna. Odell meddelade i en intervju i tidningen Dagen i december 2008 att han är medlem i pingstförsamlingen i Vallentuna. Detta uppmärksammades senare av hans meningsmotståndare syfte då det fanns artiklar på kyrkans hemsida som förnekar evolutionsteorin och istället förespråkar intelligent design. Mats Odell har därför på ställd fråga meddelat att han tror på evolutionsteorin.

## Politik
Odell var förbundsordförande för Kristdemokratiska Ungdomsförbundet 1973–81, är ledamot av partistyrelsen i Kristdemokraterna sedan 1988, riksdagsledamot sedan 1991 (ersättare för Alf Svensson under en kortare period 1988 då Alf Svensson satt på centermandat i riksdagen) samt statsråd och chef för kommunikationsdepartementet 1991–94. Under 1994–2006 var Odell ledamot av finansutskottet och kristdemokraternas ekonomisk-politiske talesman, innan han 2006 återigen tog plats i regeringen, nu som statsråd i finansdepartementet. Efter riksdagsvalet 2010 lämnade han regeringen och fick sin nuvarande post som gruppledare och ordförande i näringsutskottet. Han har även varit ledamot av EU-nämnden 2000–06.

### Kommunikationsminister iregeringen Bildt
Under mandatperioden 1991–1994 var Mats Odell kommunikationsminister med ansvar för avregleringen av post- och telemarknaden och inrikesflyget. Han invigde starten för tunnelbygget genom Hallandsåsen, när han satte igång borrmaskinen Hallborr den 7 april 1993. Hallborr körde dock fast i lera efter har borrat 13 meter i Hallandsåstunneln.

### Minister iregeringen Reinfeldt
Under mandatperioden 2006–2010 var Mats Odell kommun-, bostads- och finansmarknadsminister med ansvar bland annat för försäljningen av statliga bolag. Försäljningarna av Vin & Sprit, Vasakronan, OMX och delar av Telia Sonera gav över 100 miljarder kronor.
Finansmarknadsministern Mats Odell fick ge namn åt de så kallade Odellplattorna som göts i slutet av 2006, med anledning av utfasning av investeringsstöd och räntebidrag till hyresfastigheter. Ordet fanns med i Svenska språknämndens lista med nyord från det året.

### Partiledarkandidat 2011
I oktober 2011 meddelade Mats Odell att han accepterade de nominerar han fått till posten som partiledare för kristdemokraterna och utmanade därmed Göran Hägglund om partiledarskapet. Han förklarade sitt ställningstagande med att kristdemokraterna i de fem val som gått sedan Göran Hägglund tillträtt som partiledare "förlorat 17–25 procent av vårt tidigare väljarstöd" och att Hägglund inte presenterat "tydliga strategier för hur utvecklingen ska vända".. 
Han hoppades kunna ena partiet och ville visa på ett mer inkluderande och tydligt ledarskap än vad han anser att Hägglund stått för.
Odells kandidatur stöddes av distrikten Stockholms län, Östergötlands län, Uppsala län, Södra Älvsborg, Dalarnas län, Kronobergs län och ungdomsförbundet.. I Skåne ville 14 lokalavdelningar se en ny partiledare.[uppföljning saknas] Han förlorade valet.

### Åsikter
När Mats Odell presenterade varför han ville bli partiledare fick han flera frågor om sin politik och på vilket sätt den skilde sig från Göran Hägglunds. Odell sade sig prioritera personligt ansvarstagande, frihet och familjen. Han står dock bakom 2011 års rikstings inriktning om "barns och ungas uppväxtvillkor".
I en intervju med SVT Debatt fick han frågor om sin syn på homosexuella. Odell svarade att "baserat på den kristna människosynen har alla människor ett absolut och lika värde oberoende av ras och kön och sexuell läggning". Han fick i samma intervju frågan om sin syn på om samkönade äktenskap. På det svarade Odell att "vi kristdemokrater drev den ståndpunkten, som vi delade med RFSL och katolska kyrkan nämligen att det skall inte vara kyrkornas sak att avgöra, det bör staten göra. Staten skall erbjuda ett äktenskap, en juridisk plattform för detta, sen kan man gå till vilken kyrka eller moské eller synagoga för att få detta välsignat inom ramen för sin tro. Äktenskap skall inte kyrkorna styra över utan det skall staten göra och den skall vara exakt lika för två män eller två kvinnor eller en man och en kvinna". När Odell fick frågor av SVT om aborter så hänvisade han till kristdemokraternas medicinetiska program där det inte finns några förslag på ändrad abortlagstiftning.

## Företagsamhet
Mats Odell var under många år delägare i familjens vårdföretag i Stockholmsregionen. När Odells far hastigt gick bort när Mats var 20 år gammal tog han över driften av företaget. Efter att Mats Odell tillträtt som minister 2006 valde familjen att sälja företaget. Högsta budgivare var fonden riskkapitalfonden Valedo som köpte bolaget för 73 miljoner. Valdeo drevs av bröderna Per och Nils Forsberg men 45% av finansieringen kom ifrån två AP-fonder. Då Mats Odell som finansmarknadsminister också var högsta ansvarig för AP-fonderna väckte köpet viss uppmärksamhet. I sin roll som minister hade dock Mats Odell inga möjligheter att påverka vilka investeringar AP-fonderna eller den privata fonden Valedo valde att göra.
Den socialdemokratiska riksdagsledamoten Monica Green hävdade i riksdagens kammare att Mats Odell hade "egna ekonomiska intressen" i att "sälja ut sjukvården" eftersom han ägde ett vårdföretag. Mats Odell svarade att han inte hade något ansvar för att sälja några offentligt ägda vårdföretag.
En fiktiv kortfilm från 2008, med karaktären Percy Nilegård (spelad av Johan Rheborg), handlar om hur Nilegård tvingats fly Sverige efter att ha gjort en tveksam utförsäljning av statsbolaget Vin & Sprit – enligt den bittre Nilegårds redogörelse i samråd med Odell.

### Fotnoter
1. ↑  Sveriges befolkning
2000:
Odell, Mats Christer Johannes
(1947-04-30)
Försäkringskassan, uttag avseende 20001231 (2014)
2. ↑  Mats Odell: Jag och Anders Borg brukar prata om Gud Arkiverad 19 december 2008 hämtat från the Wayback Machine. Tidningen Dagen, 2008-12-17 Läst: 2011-10-02
3. ↑  Ann Charlott Alstadt: Djävulsjagarna Aftonbladet Kultur, 2011-01-31 Läst: 2011-10-02
4. ↑  Mats Odell och kreationismen Alliansfritt Sverige 2009-01-10 Läst: 2011-10-02
5. ↑  "Ohelig allians" Aftonbladet, 2011-10-04 Läst: 2011-10-04
6. ↑  Presskonferens med Mats Odell i riksdagen 3/10 2011
7. ↑  Aldrig populärt att sälja statens ägodelar Dagens Nyheter, 2007-11-01 Läst: 2011-10-04
8. ↑  ”Hallborr kör fast i Hallandsåsen”. Sydsvenskan. http://www.sydsvenskan.se/kultur--nojen/hallborr-kor-fast-i-hallandsasen/. Läst 18 februari 2016.
9. ↑  ”Odellplatta”. Göteborgs-Posten. http://www.gp.se/nyheter/sverige/r%C3%A4tt-svar-p%C3%A5-g%C3%A5rdagens-fr%C3%A5ga-1.1031965. Läst 12 januari 2017.
10. ↑  ”När Odellplattor blev ett begrepp”. Byggindustrin. Arkiverad från originalet den 16 januari 2017. https://web.archive.org/web/20170116191952/http://byggindustrin.se/artikel/fordjupning/tillbakablick-nar-odellplattor-blev-ett-begrepp-23560. Läst 12 januari 2017.
11. 1 2  ”Mats Odell vill samla KD som ny partiledare”. 3 oktober 2010. http://www.dn.se/nyheter/politik/mats-odell-vill-samla-kd-som-ny-partiledare.
12. ↑  ”KD i Stockholms län kräver Hägglunds avgång”. Sveriges Radio. 28 september 2011. http://sverigesradio.se/sida/artikel.aspx?programid=83&artikel=4720699.
13. ↑  ”Östergötland vill peta Hägglund”. Folkbladet. 21 oktober 2011. Arkiverad från originalet den 20 oktober 2013. https://web.archive.org/web/20131020121026/http://www.folkbladet.se/nyheter/default.aspx?articleid=5817337. Läst 21 oktober 2011.
14. ↑  ”KD i länet väljer bort Hägglund”. P4 Östergötland. 21 januari 2011. http://sverigesradio.se/sida/artikel.aspx?programid=160&artikel=4758521.
15. ↑  ”Mats Odell nominerad till partiledare”. TT. 30 september 2010. http://sverigesradio.se/sida/artikel.aspx?programid=83&artikel=4723909.
16. ↑  ”Starkt men inte enigt stöd för Göran Hägglund”. Sveriges Radio Ekot. 19 oktober 2011. http://sverigesradio.se/sida/artikel.aspx?programid=83&artikel=4753914.
17. ↑  ”Vill ha Odell som ny partiledare”. Sveriges Radio P4 Dalarna. 22 oktober 2011. http://sverigesradio.se/sida/artikel.aspx?programid=161&artikel=4760810.
18. ↑  ”Dalarna nominerar Odell”. Dalarnas Tidning. 22 oktober 2011. http://www.dt.se/nyheter/dalarna/1.4027823-dalarna-nominerar-odell.
19. ↑  ”Kristdemokraterna i länet vill ha Mats Odell”. Sveriges Radio P4 Kronoberg. 19 oktober 2011. http://sverigesradio.se/sida/artikel.aspx?programid=106&artikel=4754444.
20. ↑  ”Vi ger vårt stöd till Mats Odell”. SvD Brännpunkt. 6 oktober 2010. http://www.svd.se/opinion/brannpunkt/vi-ger-vart-stod-till-mats-odell_6528770.svd.
21. ↑  ”Skånes nomineringar inte förankrade lokalt”. Kristdemokraten. 13 oktober 2010. http://kristdemokraten.com/article.asp?Article_Id=31532.
22. ↑  ”SVT Forum;Därför utmanar jag Göran Hägglund”. SVT Forum. 3 oktober 2010. http://svtplay.se/v/2554232/svt_forum/mats_odell__darfor_utmanar_jag_goran_hagglund. Läst 18 oktober 2011.[död länk]
23. ↑  Kristdemokraterna (2 juli 2011). ”Rikstinget satte barn och unga i centrum”. http://www.kristdemokraterna.se/artiklar/110702summeringriksting. Läst 18 oktober 2011.[död länk]
24. 1 2  ”Birros politiska manifest”. SVT Debatt. 6 oktober 2011. Arkiverad från originalet den 17 oktober 2011. https://web.archive.org/web/20111017181235/http://svtplay.se/v/2558675/debatt/eftersnack_6_oktober_-_birros_politiska_manifest. Läst 18 oktober 2011.
25. ↑  Kristdemokraterna (23 oktober 2009). ”Medcinetiskt program”. http://www.kristdemokraterna.se/Rapporter/Medicinsketisktprogram09. Läst 19 oktober 2011.[död länk]
26. ↑  ”Ministerns miljonklipp”. Dagens industri. 6 mars 2009. https://www.di.se/artiklar/2009/3/6/ministerns-miljonklipp/.
27. ↑  Riksdagen (23 november 2006). ”Riksdagens protokoll 2006/07:26 Torsdagen den 23 november, anförande 91”. http://www.riksdagen.se/Webbnav/index.aspx?nid=101&dok_id=GU0926&bet=2006/07:26. Läst 19 oktober 2011.